# Albano von Jacobi
Friedrich Wilhelm Ludwig Albano von Jacobi (né le 16 octobre 1854 à Cologne et mort le 23 mai 1919 à Stralsund) est un général d'infanterie prussien. Il a occupé, entre autres, les  postes d'attaché militaire et d'adjudant général de l'empereur Guillaume II.

## Biographie
Albano est le fils du général d'infanterie prussien Georg Albano von Jacobi (1805-1874) et de son épouse Ernestine Karoline Elisabeth, née von Bohlen (née le 8 mai 1820 à Bohlendorf et morte le 30 janvier 1899 à Berlin).

### Carrière militaire
Jacobi étudie aux lycées de Berlin, Breslau et Posen et étudie d'abord quelques semestres à l'Université empereur-Guillaume, où il devient actif dans le Corps Palatia Strasbourg (de). Le corps le nomme plus tard membre honoraire.
Le 2 avril 1874, il s'engage comme porte-drapeau dans le 1er régiment à pied de la Garde à Potsdam, où il est promu sous-lieutenant le 11 mars 1875. En 1877, Jacobi est nommé adjudant personnel du prince Guillaume de Prusse, futur empereur Guillaume II. Lorsque le prince est allé à Bonn pour étudier, lui et Jacobi emménagent dans une maison de la Villa Frank. Dans les années qui suivint, Jacobi fréquente constamment le prince, dont il est le compagnon inséparable et avec qui il fréquente les pubs et commerces étudiants ainsi que les réceptions d'État à la cour de Berlin et à la cour de la reine Victoria, grand-mère du prince, à Londres. Les témoignages de cette époque décrivent Jacobi comme plein d'humour et toujours de bonne humeur, bien qu'il soit "un peu simple" intellectuellement.
En 1879, Jacobi est l'un des quatre officiers qui montent la garde d'honneur au cercueil du prince Waldemar, le frère cadet de l'empereur, aux côtés du prince héritier. En raison de son apparence peu flatteuse et de sa maigreur prononcée, Jacobi est surnommé "Jakobi longshanks" par la mère d'origine anglaise du prince, la princesse Victoria, l'épouse du prince héritier Frédéric.
Le 17 février 1885, Jacobi est promu Premierleutnant. Après l'accession de Guillaume au trône à l'été 1888, le nouvel empereur envoie Jacobi avec Hugo von Winterfeld comme émissaires à Londres pour apporter à la reine Victoria l'annonce officielle de son accession au pouvoir. En 1888/89, il est affecté au Grand État-Major. En 1889, il est nommé adjudant à la 21e brigade d'infanterie et est promu capitaine le 2 septembre 1889. En 1892, il devient adjudant d'aile de l'empereur en service et est promu major le 14 septembre 1893.
Le 24 octobre 1895, il est envoyé comme attaché militaire à l'ambassade de l'Empire allemand à Rome, où Jacobi prend en charge le maintien des relations militaires entre l'Empire allemand et le royaume d'Italie dans les années qui suivent. Il y est promu lieutenant-colonel le 27 janvier 1899. En novembre 1899, il retourne en Empire allemand en tant qu'adjudant de l'empereur. À compter du 25 juin 1900, il est muté à l'état-major comme chef de service. Le 18 mai 1901, il devient colonel et commandant du 80e régiment de fusiliers à Wiesbaden. Jacobi garde ce commandement jusqu'à son transfert à Francfort-sur-l'Oder le 22 avril 1905 en tant que commandant de la 9e brigade d'infanterie. En même temps que la promotion au rang de général de division le 19 décembre 1905, il est nommé général à la suite de l'empereur et nommé plénipotentiaire militaire de l'empire à la cour de l'empereur de Russie à Saint-Pétersbourg. Il y est promu le 2 mai 1908 lieutenant-général. Après son rappel, il est nommé le 10 septembre 1908 président de la commission générale des ordres. Dans cette fonction, Jacobi est promu le 13 septembre 1912 General der Infanterie.

### Première Guerre mondiale
Lors de la mobilisation au début de la Première Guerre mondiale, Jacobi ne reçoit tout d'abord pas de commandement actif, car il n'a plus commandé de troupes depuis de longues années. Ce n'est que le 14 octobre 1914 que Guillaume II le nomme commandant de la 33e brigade d'infanterie de la Landwehr sur le front de l'Est. Avec celle-ci, il participe aux combats de Grajewo-Wizajny au sein de la 8e armée. Le 17 décembre 1914, il reçoit le commandement de la 1re division de Landwehr. Lors de la bataille d'hiver en Mazurie, il a pu se distinguer et est ensuite passé à la guerre des tranchées. Lors de la bataille de Narew-Bobr, après huit jours de combats, la division force la traversée de la Narew puis s'empare de Lomza. Après les combats de Bialystok fin août, le fort IV et Grodno sont pris et les forces russes repoussées vers la Bérézina. Au sein de la 12e armée, la division participe alors à la guerre des tranchées dans les marais de Pripet. Alors que Jacobi se trouve sur le terrain, il est nommé adjudant-général de l'empereur le 27 janvier 1916.
En février 1916, la division est transférée au groupe d'armées von Linsingen, où elle repousse de lourdes attaques russes sur le Stochod durant l'été de cette année. Le 3 avril 1917, Jacobi, avec sa division et le soutien d'autres unités, réussit à s'emparer de la tête de pont de Toboly. 10 000 prisonniers de guerre sont ramenés et les Russes perdent la dernière position sur la rive gauche du Stochod. Pour cet exploit, Jacobi reçoit le 12 avril 1917 la plus haute distinction prussienne pour bravoure, l'ordre Pour le Mérite.
Après l'armistice à l'Est, la division est transférée sur le front de l'Ouest à la mi-février 1918 et participe au sein de la 4e armée à la guerre des tranchées en Flandre. En dernier lieu, la division participe, sous le commandement de Jacobi, aux combats défensifs entre la Meuse et Beaumont au sein de la 5e armée. Après la fin de la guerre, il ramène sa division au pays et, après sa démobilisation, remet sa démission, qui lui est accordée le 2 janvier 1919.

## Décorations
- Ordre de l'Aigle rouge de 1re classe avec feuilles de chêne et couronne[4]
- Ordre de la Couronne de 1re classe[4]
- Commandeur de l'Ordre de la Maison Royale de Hohenzollern[4]
- Croix de décoration de service prussienne[4]
- Croix d'Honneur de 3e classe de l'Ordre de la Maison princière de Hohenzollern[4]
- Commandant de 2e classe de l'Ordre du Lion de Zaeringen[4]
- Commandeur de 1re classe de l'Ordre grand-ducal de Hesse de Philippe[4]
- Croix de chevalier de l'Ordre de la Couronne de Wende[4]
- Officier de l'Ordre d'Albert[4]
- Commandant de 2e classe de l'ordre de la maison ducale de Saxe-Ernestine[4]
- Croix d'honneur de Schwarzbourg de 2e classe[4]
- Croix d'honneur de l'Ordre de la Couronne de Wurtemberg[4]
- Officier de l'Ordre belge de Léopold[4]
- Grand-Croix de l'Ordre de Dannebrog[4]
- Commandeur de l'Ordre royal de Victoria[4]
- Grand-Croix de l'Ordre des Saints-Maurice-et-Lazare[4]
- Grand officier de l'ordre de la Couronne d'Italie[4]
- Grand-Croix de l'Ordre de la Couronne de chêne[4]
- Officier de l'ordre d'Orange-Nassau[4]
- Commandant de l'Ordre impérial de Léopold[4]
- Ordre de la Couronne de Fer de 2e classe[4]
- Commandeur de l'Ordre de François-Joseph[4]
- Croix de chevalier de l'étoile de Roumanie[4]
- Ordre russe de Sainte-Anne de 1re classe[4]
- Ordre de Saint-Stanislas de 1re classe[4]
- Grand-Croix de l'Ordre de l'Épée [4]
- Commandeur de l'Ordre de Takovo[4]
- Commandeur de l'Ordre de la Couronne siamoise[4]
- Croix de fer (1914) de 2e et 1re classe